# Drasa tibialis
Drasa tibialis is een keversoort uit de familie bladkevers (Chrysomelidae). De wetenschappelijke naam van de soort werd in 1941 gepubliceerd door Gilbert Ernest Bryant.